# Amphoe Ban Mai Chaiyaphot
Amphoe Ban Mai Chaiyaphot (thaï : บ้านใหม่ไชยพจน์) est un amphoe de la province de Buriram.

## Points d'intérêt

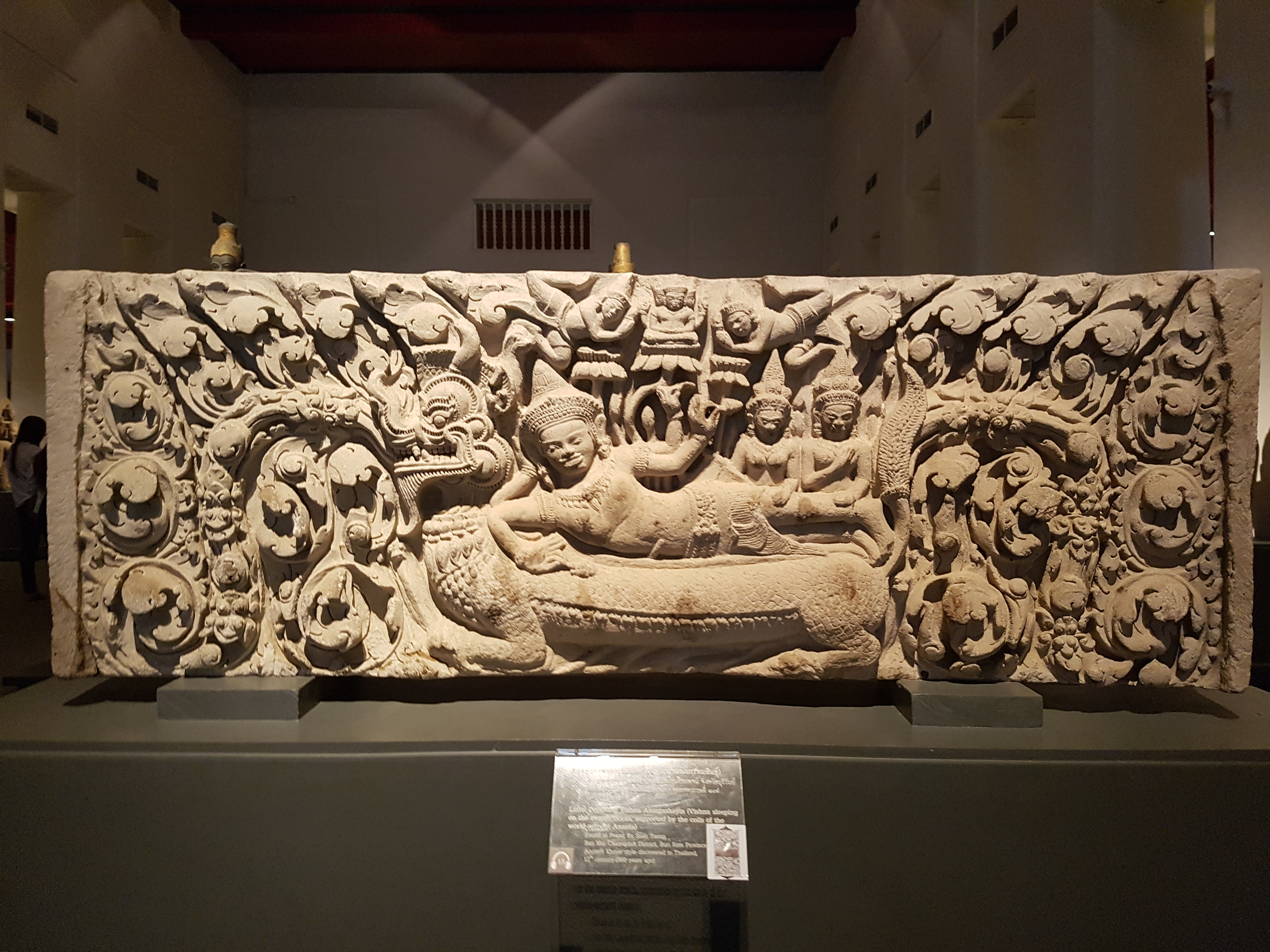
Linteau représentant le dieu hindou Nārāyaṇa dormant sur le serpent Śeṣa au milieu de l'Océan de lait, XIIe siècle. Il provient du temple Ku Suan Taeng (th), amphoe Ban Mai Chaiyaphot. Musée national de Bangkok.